# La Tosca (film, 1909)
 (juillet 2025).
Pour les articles homonymes, voir La Tosca.
Pour plus de détails, voir Fiche technique et Distribution.
La Tosca est un film français réalisé par André Calmettes et Charles Le Bargy, sorti en 1909.

## Synopsis
Rome, le 17 juin 1800, peu après la victoire française de Marengo. Floria Tosca, une chanteuse d’opéra célèbre a pour amant Mario Cavaradossi, un jeune peintre et sympathisant bonapartiste. Ce dernier provoque l'ire du baron Scarpia, l'impitoyable chef de la police et amoureux dédaigné de la Tosca, en faisant s'évader Angelotti, le chef de l'opposition, et en le cachant chez sa maîtresse. Scarpia arrête Cavaradossi et le condamne à être fusillé au château Sant'Angelo. Tosca le supplie de l'épargner. Scarpia accepte de faire remplacer les balles du peloton d'exécution si elle consent à  devenir sa maîtresse. Elle fait mine d'accepter mais aussitôt le baron a-t-il donné l'ordre d'épargner Mario qu'elle le poignarde à mort. Ce qu'elle ignore c'est que Scarpia avait fait un signe à l'officier venu aux ordres lui signifiant qu'il s'agissait là d'un leurre destiné à endormir Tosca. Quand cette dernière découvre que Mario a bel et bien été fusillé, elle se jette du haut du parapet du château.

## Fiche technique
- Titre : La Tosca

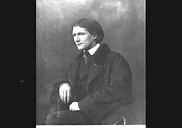
Film adapté de Victorien Sardou auteur dramatique français (1831-1908)

- Réalisation : André Calmettes et Charles Le Bargy
- Scénariste : André Calmettes, d'après la pièce La Tosca de Victorien Sardou (1887)
- Directeur de la photographie : Émile Pierre
- Pays d'origine :  France
- Format : Noir et blanc - 1,33:1 - Film muet - 35 mm sphérique (positif et négatif)
- Métrage : 380 mètres (1 bobine)
- Producteur : Charles Jourjon
- Production : Le Film d'art
- Distribution : Pathé Frères
- Genre : Film dramatique
- Date de sortie : 
  -  France : 15 mars 1909 à Paris (Cinéma Omnia Pathé)
  -  États-Unis : 9 juin 1909

## Distribution
- Cécile Sorel : Floria Tosca, une chanteuse d'opéra célèbre
- René Alexandre : Mario Cavaradossi, un peintre et sympathisant bonapartiste, son jeune amant
- Charles Le Bargy, : le baron Scarpia, l'impitoyable chef de la police de Rome
- Charles Mosnier : Cesare Angelotti, le chef des opposants arrêté par Scarpia